# 凱呂斯 (遊戲)
凱呂斯(Caylus)，或譯凱呂斯城，是一種適合二到五人參與，背景歐洲法國中古世紀，以建築為主題，著重資源管理與人力分配，採用工人放置(worker-placement)機制，以分數高低取勝的德式桌上遊戲。
不同多數的桌上遊戲具有結果隨機性，此遊戲流程為確定性遊戲，並且為完全資訊，毫無運氣成分，純粹講求技術。